# Кубок Іраку з футболу
Кубок Іраку з футболу (Кубок Футбольної асоціації Іраку, араб. الاتحاد العراقي لكرة القدم) — футбольний клубний турнір в Іраці, який проводиться під егідою Футбольної асоціації Іраку. Переможець змагання представляє країну у Кубку АФК.

## Історія
Після створення Футбольної асоціації Іраку 8 жовтня 1949 року був заснований новий турнір Кубок Іраку.Першим переможцем став Шарікат Нафт Аль-Басра	.
У 1956 році був створений новий турнір Чемпіонат Футбольної асоціації Іраку, що проводився за олімпійською системою. У змаганні брали участь лише команди з Багдаду, які були поділені на два дивізіони. Чемпіонат проводився щорічно до 1961 року. Тим не менше, ці турніри вважались попередниками Чемпіонату Іраку з футболу, хоча і проводились за кубковою системою. 
Кубок Футбольної асоціації Іраку був створений у 1975 році і у ньому змагались команди зі всього Іраку. Фінальні матчі проводились на стадіоні Аль-Шааб у Багдаді, вибраний з огляду на легку доступність для вболівальників. Першим переможцем став Аль-Завраа. 
Турнір не проводився у сезоні 1976-77, а в сезоні 1984-85 він був скасований на півфінальній стадії у зв'язку з проведенням Відбору до чемпіонату світу по футболу 1986 року. Також Кубок був скасований в сезоні 2000-01. З різних причин турнір не проводили у 2003-2012 роках. У сезоні 2012-13 Кубок планували відновити і навіть зіграли перший раунд. Проте на стадії 1/16 фіналу Футбольна асоціація Іраку вирішила зупинити змагання через проблему формування календаря Іракської Прем'єр-Ліги. Турнір не проводився до сезону 2015-16, коли нарешті вперше за 13 останніх років команди визначили володаря титулу.

## Формат
У кубку змагаються команди з Прем'єр-ліги та Першого Дивізіону Іраку. Розіграш кубка проводиться за кубковою системою. У перших двох раундах та в 1/8 фіналу переможець пари визначається за підсумками одного матчу, який проводиться на полі команди, що визначається жеребкуванням. У чвертьфіналах та півфіналах суперники проводять по два матчі: вдома та на виїзді. У фіналі команди проводять між собою один матч на нейтральному стадіоні.
У першому розіграші турніру налічувалося 28 команд; до 1996 року число учасників 74. У сезоні 2001-02 було 82 команд, а в 2012 році їх кількість була знижена до 40. У сезоні 2015-16 за перемогу у Кубку змагались 39 команд.

## Фінали
| Сезон   | Переможець                       | Рахунок                          | Фіналіст                         |
| ------- | -------------------------------- | -------------------------------- | -------------------------------- |
| 1948–49 | Шарікат Нафт Аль-Басра           | 2–1                              | Аль-Кулія Аль-Аскарія            |
| 1975–76 | Аль-Завраа                       | 5–0                              | Аль-Баладіят                     |
| 1976–77 | змагання не проводились          | змагання не проводились          | змагання не проводились          |
| 1977–78 | Аль-Тараян                       | 1–1 дч пен. 5–3                  | Аш-Шурта                         |
| 1978–79 | Аль-Завраа                       | 3–1                              | Аль-Джаїш                        |
| 1979–80 | Аль-Джаїш                        | 1–1 дч пен. 4–2                  | Ат-Талаба                        |
| 1980–81 | Аль-Завраа                       | 1–0                              | Ат-Талаба                        |
| 1981–82 | Аль-Завраа                       | 2–1                              | Ат-Талаба                        |
| 1982–83 | Аль-Джаїш                        | 2–1                              | Аль-Шабаб                        |
| 1983–84 | Аль-Сінаа                        | 0–0 дч пен. 5–4                  | Аль-Шабаб                        |
| 1984–85 | закінчений на стадії півфіналів  | закінчений на стадії півфіналів  | закінчений на стадії півфіналів  |
| 1985–86 | змагання не проводились          | змагання не проводились          | змагання не проводились          |
| 1986–87 | Ар-Рашид                         | 1–1 дч пен. 4–3                  | Аль-Джаїш                        |
| 1987–88 | Ар-Рашид                         | 1–1 дч пен. 4–3                  | Аль-Завраа                       |
| 1988–89 | Аль-Завраа                       | 3–0                              | Аль-Тараян                       |
| 1989–90 | Аль-Завраа                       | 0–0 дч пен. 2–1                  | Аль-Шабаб                        |
| 1990–91 | Аль-Завраа                       | 1–1 дч пен. 4–3                  | Аль-Джаїш                        |
| 1991–92 | Аль-Кува Аль-Джавія              | 2–1                              | Аль-Хутоот                       |
| 1992–93 | Аль-Завраа                       | 2–1                              | Ат-Талаба                        |
| 1993–94 | Аль-Завраа                       | 1–0                              | Ат-Талаба                        |
| 1994–95 | Аль-Завраа                       | 3–0                              | Аль-Джаїш                        |
| 1995–96 | Аль-Завраа                       | 2–1                              | Аш-Шурта                         |
| 1996–97 | Аль-Кува Аль-Джавія              | 1–1 дч пен. 8–7                  | Аш-Шурта                         |
| 1997–98 | Аль-Завраа                       | 1–1 дч пен. 4–3                  | Аль-Кува Аль-Джавія              |
| 1998–99 | Аль-Завраа                       | 1–0 дч                           | Ат-Талаба                        |
| 1999–00 | Аль-Завраа                       | 0–0 дч пен. 4–3                  | Аль-Кува Аль-Джавія              |
| 2000–01 | змагання не проводились          | змагання не проводились          | змагання не проводились          |
| 2001–02 | Ат-Талаба                        | 1–0                              | Аш-Шурта                         |
| 2002–03 | Ат-Талаба                        | 1–0                              | Аш-Шурта                         |
| 2003–12 | змагання не проводились          | змагання не проводились          | змагання не проводились          |
| 2012–13 | закінчений на стадії 1/16 фіналу | закінчений на стадії 1/16 фіналу | закінчений на стадії 1/16 фіналу |
| 2013–15 | змагання не проводились          | змагання не проводились          | змагання не проводились          |
| 2015–16 | Аль-Кува Аль-Джавія              | 2–0                              | Аль-Завраа                       |
| 2016–17 | Аль-Завраа                       | 1–0                              | Нафт Аль-Васат                   |
| 2017–18 | змагання не проводились          | змагання не проводились          | змагання не проводились          |
| 2018–19 | Аль-Завраа                       | 1–0                              | Аль-Кахраба                      |
| 2019–20 | змагання не закінчилось          | змагання не закінчилось          | змагання не закінчилось          |
| 2020–21 | Аль-Кува Аль-Джавія              | 0–0 дч пен. 4–2                  | Аль-Завраа                       |
| 2021–22 | Аль-Карх                         | 2–1                              | Аль-Кахраба                      |
| 2022–23 | Аль-Кува Аль-Джавія              | 1–0                              | Ербіль                           |
| 2023–24 | Аш-Шурта                         | 1–0                              | Аль-Кува Аль-Джавія              |
| 2024–25 | Дахук                            | 0–0 дч пен. 5–3                  | Заху                             |

## Титули за клубами
| Клуб                   | Перемоги | Фінали | Роки перемог | Роки фіналів                                         |
| ---------------------- | -------- | ------ | --- | ---------------------------------------------------- |
| Аль-Завраа             | 16       | 3      | 1975–76, 1978–79, 1980–81, 1981–82, 1988–89, 1989–90, 1990–91, 1992–93, 1993–94, 1994–95, 1995–96, 1997–98, 1998–99, 1999–00, 2016–17, 2018–19 | 1987–88, 2015–16, 2020–21                            |
| Аль-Кува Аль-Джавія    | 6        | 4      | 1977–78, 1991–92, 1996–97, 2015–16, 2020–21, 2022–23                                                                                           | 1988–89, 1997–98, 1999–00, 2023–24                   |
| Ат-Талаба              | 2        | 6      | 2001–02, 2002–03 | 1979–80, 1980–81, 1981–82, 1992–93, 1993–94, 1998–99 |
| Аль-Джаїш              | 2        | 4      | 1979–80, 1982–83 | 1978–79, 1986–87, 1990–91, 1994–95                   |
| Ар-Рашид               | 2        | –      | 1986–87, 1987–88 | –                                                    |
| Аш-Шурта               | 1        | 5      | 2023–24 | 1977–78, 1995–96, 1996–97, 2001–02, 2002–03          |
| Шарікат Нафт Аль-Басра | 1        | –      | 1948–49 | –                                                    |
| Аль-Сінаа              | 1        | –      | 1983–84 | –                                                    |
| Аль-Карх               | 1        | –      | 2021–22 | –                                                    |
| Дахук                  | 1        | –      | 2024–25 | –                                                    |
| Аль-Шабаб              | –        | 3      | – | 1982–83, 1983–84, 1989–90                            |
| Аль-Кахраба            | –        | 2      | – | 2018–19, 2021–22                                     |
| ФК Багдад              | –        | 1      | – | 1948–49                                              |
| Аль-Кулія Аль-Аскарія  | –        | 1      | – | 1975–76                                              |
| Аль-Хутоот             | –        | 1      | – | 1991–92                                              |
| Нафт Аль-Васат         | –        | 1      | – | 2016–17                                              |
| Ербіль                 | –        | 1      | – | 2022–23                                              |
| Заху                   | –        | 1      | – | 2024–25                                              |